# Athol Meech
Athol Meech, né le 28 mars 1907 à Ottawa et mort le 2 août 1981, est un rameur d'aviron canadien.

## Palmarès

### Jeux olympiques
- Amsterdam 1928
  -  Médaille de bronze en huit[1].